# フォースタス博士
『フォースタス博士』（フォースタスはかせ、The Tragical History of Doctor Faustus）は、クリストファー・マーロウの戯曲。ファウスト博士の伝説を下敷きにした悲劇である。1592年頃に初演され、1604年に出版された。『フォースタス博士』は1589年から1592年の間のいつ頃かに執筆され、おそらく1592年から、1593年のマーロウの死までの間に上演された。2つの異なるバージョンの戯曲が数年後、ジャコビアン時代に刊行された。
『フォースタス博士』の初期の上演の強烈な上演効果は、「上演の最中に本物の悪魔達が舞台に現れて俳優と観客が非常に仰天したことがあり、その光景のせいで一部の観客が正気を失ったと言われている」という伝説が周囲でただちに発生したことが示唆している。

## あらすじ
学問に行き詰まったフォースタスは魔術を学ぶことにし、メフィストフェレスと、魂を引き渡す代わりに24年間メフィストがフォースタスの命に従うという契約を交わす。フォースタスを救おうとする善天使と、魔術に引き入れようとする悪天使との葛藤があった後、メフィストはフォースタスに見せ物として七大罪に対面させる。
まずローマ教皇庁に潜り込み、枢機卿に化けて一騒動を起こし、次に姿を消して教皇の食べ物や飲み物を奪い取り、はては教皇を殴打する。次に神聖ローマ皇帝にアレクサンドロス3世（大王）とその妃の姿を見せて、寵を得る。それを妬むものから不意打ちをかけられるが難なきを得、かえって彼らの頭に角を生えさせて復讐する。最後にトロイ戦争のきっかけとなったヘレンを愛人にする。
期限が切れると、契約を守り神に許しを乞うことなく、地獄に落ちてゆく。学者たちは、学生たちとともにフォースタスを手厚く葬ることにする。

## 初演
海軍大臣一座は『フォースタス博士』を1594年10月から1597年10月までの3年間に24回上演した。1602年11月22日、フィリップ・ヘンズロウの日記には、戯曲への加筆のためサミュエル・ローリーとウィリアム・バードに4ポンドを支払ったことが記録されており、この日からすぐ後の再演を示唆している。
『フォースタス博士』の初期の上演の強烈な上演効果は、ある伝説が周囲でただちに発生したことが示唆している。ウィリアム・プリンは1632に執筆した演劇批判『ヒストリオマスティクス』の中で、「俳優と観客が非常に仰天したことには」本物の悪魔達が『フォースタス博士』の上演中に舞台に現れたことがあるという話を記録している。一部の人々は「その恐ろしい光景に取り乱し」正気を失ったと伝えられている。ジョン・オーブリーは、海軍大臣一座の主演俳優エドワード・アレンはこの事件の責任を直接的に果たすため、晩年、ダリッジ・カレッジの設立といった慈善活動に専念したという、関連した伝説を記録している。

## テクスト
関連する記録の混乱により、戯曲に対する権利をめぐる衝突が示唆されているものの、『フォースタス博士』はおそらく1592年の12月18日に書籍出版業組合記録に登録された。後の1601年1月7日付けの書籍出版組合記録の記載は『フォースタス博士』1604年の最初のバージョンの出版者である書店主、トーマス・ブッシュネルにこの劇の権利を帰している。1610年7月13日、ブッシュネルは劇に関する権利をジョン・ライトに移譲した。

### 2つのバージョン
『フォースタス博士』には2つのバージョンが存在する:
1. トーマス・ロウのためにヴァレンティン・シムズ（英語版）によって印刷された1604年の四つ折り版; 一般的にAテクストと呼ばれるものである。表題紙は作者名を「Ch. Marl.」としている。このバージョンの第2版（A2）は1609年、ジョン・ライトのためにジョージ・エルド（英語版）が印刷した。
2. 加筆修正を加え、ジョン・ライトによって出版された1616年の四つ折り版; 一般的にBテクストと呼ばれる。この二つ目のテキストは1619年、1620年、1624年、1631年、そして後年の1663年に増刷された。加筆と修正はマイナーな劇作家であり作家のサミュエル・ローリー（英語版）と、ウィリアム・ボーン（あるいはバード）によって行われ、マーロウ自身が加わった可能性もある[5]。

1604年のバージョンは単純により古いという理由で、マーロウの生前に最初に上演された劇により近いと考えられていたこともあった。1940年代、レオ・キルシュバウムとW・W・グレッグ による重要な研究の後、1604年のバージョンは省略版であり、1616年のバージョンはマーロウのより完全なオリジナルに近いものとみなされるようになった。キルシュバウムとグレッグはAテクストを「バッド・クォート」（主にシェイクスピア作品の無許可版出版物を指す語）のようなものとみなし、Bテクストはマーロウ自身に関連づけられると考えていた。その後、学界の潮流は変化し、大多数の学者は現在、チャールズ・ニコルによれば「短縮と改悪」がされているものであっても、Aテクストはより権威あるバージョンだと考えている。
AテクストとBテクストの間の相違点の一つはフォースタスによって召喚される悪魔の名前である。Aテクストではたいてい「Mephistopheles」と書かれているのに対し、Bテクストのバージョンでは普通「Mephostophilis」と書かれている 。それぞれの場合においてこの悪魔の名前は、1588年頃に英語訳が出版された資料である『ファウストブーフ』のメフィストフェレスを出典としている。
テクスト同士の関係は定かではなく、多くの現代の版では両方を印刷している。エリザベス朝時代の劇作家の常として、マーロウは刊行に関与しておらず劇の上演に対する管理権限も持たなかったため、場面の削除や短縮、新しい場面の追加は起こりうることだった。そのため、成立した印刷物は元の原稿を修正したバージョンである可能性も存在する。

### 喜劇的な場面
過去には、『フォースタス博士』の喜劇的な場面は他の作家による加筆だと推量されてきた。しかし、今日ほとんどの研究者は、作者が誰であるかにかかわらず喜劇的な場面はこの劇に必須の部分であると考えているため、この部分はなお出版時に残されている。。

## 材源
『フォースタス博士』はより以前の物語に基づいており、ファウスト伝説の最初の演劇化だと考えられている。 。一部の学者は、マーロウは一般にThe English Faust Bookと呼ばれる、広く普及した1592年の翻訳から物語を発展させたと考えている。これより前にHistoria von D. Johann Faustenという、1587年に刊行されたが失われたドイツ語の版があったと考えられており、これじたいが同様にまともな形で残っていないより以前のラテン語のパンフレットから影響を受けている可能性がある。
15世紀末の数人の占い師や魔術師は、「恵まれた」「幸運な」というラテン語に基づくFaustusという名前を用いた。典型的な例は、占星術師・手相占い師と自称し、その営業によってインゴルシュタットから追放されたゲオルギウス・ファウストゥス・ヘルムステテンシスである。後の注釈者はこの人物を伝説上のファウストの原型であるとみなしている。

## 構成
『フォースタス博士』は13場（1604年版）もしくは12場（1616年版）の戯曲で、ブランクヴァースと散文で書かれている。研究者達はこの戯曲の構成を、その歴史と文体に沿って論評・分析してきた。レオナード・H・フレイは、主に開幕と終幕でのフォースタスの独白に焦点を当てた論考を執筆した。フレイは「独白は、あるいは他のどんな演劇的仕掛けよりも、舞台上の出来事への想像的関心に観客を没頭させる」と述べ、『フォースタス博士』の中の独白の重要性を強調している。
また、冒頭と終幕の独白はコンセプト上で対比されている。冒頭の独白で、フォースタスは彼の人生の運命と、どのようなキャリアを望むかについて熟考し始める。彼は自分の魂を悪魔に与えるという解決を決断して独白を終える。同様に終幕の独白でも、フォースタスは熟考を始め、最終的に自ら定めた運命を受け入れる。フレイはまた、「終幕の独白の全体的なパターンは開幕の独白の残酷なパロディーとなっており、そこでは決定が概観の前ではなく後で下される」と説明している。

## 批評
『フォースタス博士』は魔界との怪しげな交流を描いたことによって多くの論争を生み出した 。マーロウ以前はこうした試みは少なかったが、『フォースタス博士』以後、他の作家達も超自然的な世界へと目を向け始めた。
フォースタスは法学、論理学、科学、神学のいずれにも満足できず、魔術に「魅了」 (1.1.112)されて邪悪な術に没頭する。チャールズ・ニコルによれば、このことは『フォースタス博士』を魔術の問題（「解放か破滅か」）が議論の対象となっていたエリザベス朝時代、さらにルネサンス・オカルティズムが科学上の進歩を目的としていた時代のものとしてはっきりと位置付けている。「学問の職人」(1.1.56)であるフォースタスからパラケルススによって推進された「実地経験」を連想するニコルは、彼にパラケルススの追随者である「技術者たる魔術師」を見ている。
スーザン・スナイダーによれば、メフィストフィリスはフォースタスが自らの計画を遂行した場合に耐えねばならない苦痛を予告している。

## 翻案
『フォースタス博士』の最初のテレビ番組としての翻案は1947年にBBCによって放送された。フォースタスを演じたのはデイヴィッド・キング・ウッド、メフィストフェレス役はヒュー・グリフィスだった。1958年に放映された別のBBCのテレビ版はロナルド・エアによる学校教材用の翻案で、ウィリアム・スクワイアがフォースタスを演じた。1961年、BBCは2エピソードから成るテレビ番組として『フォースタス博士』を翻案し、アラン・ドビーがフォースタスを演じた。この作品も学校教材用を想定されていた。
『フォースタス博士』は1967年にリチャード・バートンとネヴィル・コグヒルによって映画として翻案された（『ファウスト悪のたのしみ』）。この映画は、エリザベス・テイラー演じるトロイのヘレンの相手役としてバートンがフォースタスを演じたオックスフォード大学演劇協会の公演に基づいていた。

## 日本語訳
- 松尾相訳『フォースタス博士』（岩波文庫、1929）[29]
- 細川泉二郎訳『フォースタス博士の悲話』（愛育社、1948）[30]
- 平井正穂訳『フォースタス博士の悲劇』、『世界文学大系14』収録（筑摩書房、1961）[31]
  - その後、『筑摩世界文学大系18』など複数の作品集に再録[32]
- 千葉孝夫訳『マルタ島のユダヤ人・フォースタス博士』（中央書院、1985）[33]
- 小田島雄志訳『マルタ島のユダヤ人・フォースタス博士』（白水社、1995）[34]

## 関連文献
- Chambers, E. K. The Elizabethan Stage. 4 Volumes, Oxford, Clarendon Press, 1923.
- Logan, Terence P., and Denzell S. Smith, eds. The Predecessors of Shakespeare: A Survey and Bibliography of Recent Studies in English Renaissance Drama. Lincoln, NE, University of Nebraska Press, 1973.
- Marlowe, Christopher (1962). Bevington, David; Rasmussen, Eric. eds. Doctor Faustus, A- and B-texts (1604, 1616). Manchester: U of Manchester P. pp. 72–73. ISBN 9780719016431